# جشنواره موسیقی نواحی ایران
جشنواره موسیقی نواحی ایران، رویدادی فرهنگی-هنری است که به معرفی و حفظ موسیقی نواحی مختلف ایران اختصاص دارد که هدف آن بنا به گفتهٔ برگزارکنندگان، «ماندگاری و حفظ موسیقی‌های سنتی و اصیل ایرانی است». این جشنواره هفده دوره برگزار شده و آخرین دوره این جشنواره در شهر بندرعباس در سال ۱۴۰۴ برگزار می‌شود.